# Cima di Nasta
Cima di Nasta – szczyt w Alpach Nadmorskich, części Alp Zachodnich. Leży w północnych Włoszech w regionie Piemont, blisko granicy z Francją. Szczyt można zdobyć ze schroniska Rifugio Remondino (2430 m). Sąsiaduje z Baus na południowym wschodzie i z Cima Paganini na północy.
Pierwszego wejścia dokonał D. W. Freshfield 1878 r.